# Oleggio Castello
Oleggio Castello (Olesc Castel [u'lɛʃ] in lombardo) è un comune italiano di 2 216 abitanti della provincia di Novara in Piemonte.

## Geografia fisica
Il paese si fonda topograficamente in un incrocio di alcune provinciali provenienti dai paesi vicini con la Strada statale 142 Biellese, del quale risulta diviso in due; per inciso la suddetta Regionale segna l'esatto punto di inizio del Vergante (assimilabile alle prealpi) dalla pianura padana: il paese risulta perciò per metà in pianura e per metà lievemente in collina.
Fortunata anche la posizione, poiché dista pochi chilometri da Arona, noto centro turistico del Lago Maggiore; negli ultimi anni ha visto crescere notevolmente la sua popolazione proprio per la felice posizione e per l'accoglienza dei paesani.

## Storia
Venne probabilmente fondato dai Celti, poi conquistato dai Romani e infine popolato dai Longobardi, che ne lasciarono il nome antico Olegio qui dicitur Longobardorum.
Un ramo della famosa famiglia milanese dei Visconti fu legato fin dal XIV secolo a questo paese e al suo castello (con l'esponente più famoso Giovanni Visconti da Oleggio, signore di Bologna e marchese di Ancona), ramo tutt'oggi esistente e che ottenne il titolo ereditario di marchese nel maggio 1946 con Aldo Visconti di Oleggio Castello.
La dignità di comune affonda nella notte dei tempi, salvo un periodo fra il 1928 e il 1947 nel quale venne fuso coi comuni di Paruzzaro e Montrigiasco, con capoluogo a Paruzzaro. Al momento della scissione nel 1947, Montrigiasco rimase frazione, e rimase sotto Paruzzaro fino al 1960, anno in cui diventò frazione di Arona.
Il paese poggia la sua economia locale su alcune piccole fabbriche nei dintorni, in prevalenza nel comune del vicino Paruzzaro.
Oggi è sostanzialmente un pacifico centro residenziale.

### Simboli
Lo stemma e il gonfalone sono stati concessi con DPR del 16 ottobre 1954.
Nello stemma è rappresentato su sfondo azzurro un castello d'argento, fondato su un monte di verde e accompagnato in capo da un biscione ondeggiante in palo, ingollante un putto.
Il gonfalone è un drappo di azzurro.

## Monumenti e luoghi d'interesse
- Castello Dal Pozzo, antico castello di origine medievale rimodellato nel XIX secolo in stile neogotico Tudor[6][7].

## Società

### Evoluzione demografica
Abitanti censiti

## Amministrazione
Di seguito è presentata una tabella relativa alle amministrazioni che si sono succedute in questo comune.
| Periodo        | Periodo        | Primo cittadino             | Partito                         | Carica  | Note  |
| -------------- | -------------- | --------------------------- | ------------------------------- | ------- | ----- |
| 1º giugno 1985 | 28 maggio 1990 | Giampiero Padovan           | Democrazia Cristiana            | Sindaco | [ 9 ] |
| 28 maggio 1990 | 2 marzo 1995   | Giampiero Padovan           | lista civica                    | Sindaco | [ 9 ] |
| 24 aprile 1995 | 14 giugno 1999 | Italo Rossi                 | centro-destra                   | Sindaco | [ 9 ] |
| 14 giugno 1999 | 14 giugno 2004 | Italo Rossi                 | centro-destra                   | Sindaco | [ 9 ] |
| 14 giugno 2004 | 8 giugno 2009  | Giorgio Gaetano Gio Pedroli | lista civica                    | Sindaco | [ 9 ] |
| 8 giugno 2009  | 25 maggio 2014 | Renzo Norbiato              | lista civica                    | Sindaco | [ 9 ] |
| 26 maggio 2014 | 26 maggio 2019 | Renzo Norbiato              | lista civica: ascolto e dialogo | Sindaco | [ 9 ] |
| 10 giugno 2024 | in carica      | Marco Cairo                 | lista civica: Progetto comune   | Sindaco | [ 9 ] |